# Kanton Saint-Rémy-de-Provence
Der Kanton Saint-Rémy-de-Provence war von 1892 bis 2015 ein französischer Wahlkreis im Département Bouches-du-Rhône und in der Region Provence-Alpes-Côte d’Azur. Er umfasste fünf Gemeinden im Arrondissement Arles; sein Hauptort (frz.: chef-lieu) war Saint-Rémy-de-Provence. Die landesweiten Änderungen in der Zusammensetzung der Kantone brachten im März 2015 seine Auflösung.
Der Kanton war 170,60 km2 groß und hatte 17.188 Einwohner (Stand 2012).

## Gemeinden
| Gemeinde               | Einwohner (Stand: 2022) | Code postal | Code Insee |
| ---------------------- | ----------------------- | ----------- | ---------- |
| Les Baux-de-Provence   | 262                     | 13520       | 13011      |
| Maillane               | 2779                    | 13910       | 13052      |
| Maussane-les-Alpilles  | 2396                    | 13520       | 13058      |
| Paradou                | 2181                    | 13520       | 13068      |
| Saint-Rémy-de-Provence | 9547                    | 13210       | 13100      |